# Norops maculiventris
Norops maculiventris är en ödleart som beskrevs av  George Albert Boulenger 1898. Norops maculiventris ingår i släktet Norops och familjen Polychrotidae. Inga underarter finns listade i Catalogue of Life.